# 39-Ю (торпедный аппарат)
39-Ю — Советский торпедный аппарат. Был разработан в 1935—1936 годах и устанавливался на эсминцах проекта 7, лидере «Ташкент», лёгких крейсерах проектов 26 и 26-бис и лёгких крейсерах типа «Светлана».

## ТТХ
- Калибр, мм:533
- Габариты, мм: 9160 х 3509
- Высота над палубой, мм: 1300
- Общий вес, кг: 11600
- Угол обстрела от траверза, град.: 28 + 9
- Угол растворения крайних труб, град: до 7
- Способ стрельбы: пороховой
- Вес порохового заряда, г: 900
- Давление в трубе при выстреле, атм: до 6
- Скорость выхода торпеды, м/с: 11-12

## Особенности конструкции
Создан на базе принятого на вооружение в 1913 году проекта 450-мм трёхтрубного наводящегося торпедного аппарата для эсминцев типа «Новик». Модификация привода горизонтального наведения позволила снизить мощность электродвигателя с 6,9 до 4 кВт при сохранении скорости вращения платформы. Слишком малая скорость вылета торпеды не позволяла вести стрельбу на острых курсовых углах, поскольку торпеда по вылете из трубы могла задеть за палубу. Пост управления был защищён противопульной бронёй толщиной 8 мм для эсминцев или 14 мм для крейсеров.
После принятия на вооружение торпедного аппарата 1-Н началась модернизация аппаратов 39-Ю с целью установки системы воздушной стрельбы и усовершенствования системы пороховой стрельбы, но к началу войны переоборудованы были только 6 аппаратов.